# Ajman (by)
Ajman (arabisk: عجمان) er hovedstad i Emiratet Ajman i De Forenede Arabiske Emirater. Den ligger på Den Arabiske Halvø ved kysten af Den Persiske Golf, umiddelbart nord for nabobyen Sharjah, som den er vokset sammen med.